# Guizhou
Guizhou ou Kueichau (贵州 ou 貴州 em chinês) é uma província da República Popular da China com capital em Guiyang. A província de Guizhou, também chamada de "Qian" ou "Gui", administra seis cidades ao nível de condado, três regiões autónomas, 88 municípios (ou cidades, distritos e zonas especiais), cobrindo uma área de 176.000 quilómetros quadrados. De acordo com o sexto censo nacional de população, há 34,75 milhões de residentes permanentes na província, entre os quais 36,1 por cento são grupos étnicos diferentes.

## Geografia
Há quatro montanhas principais na província: Montanha de Wumeng, montanha de Dalou, montanha de Miaoling e montanha de Wuling. As áreas montanhosas e colinas representam 92,5 por cento do total da província. Entre eles, os 109.000 quilômetros quadrados de paisagem cárstica representam 61,9 por cento da área total da terra na província. Por esta razão, é conhecida como uma "enciclopédia natural" do landst karst.

### Clima
A província pertence ao clima de monção subtropical, que na maioria das regiões é ameno e úmido. Os climas variam com base na altitude na província. Como o local está localizado, "Pode-se experimentar todas as quatro estações escalando uma montanha, e todos os diferentes tipos de condições meteorológicas existem dentro de 10 milhas." Devido ao seu ambiente geográfico especial, a província tem estações distintas. A primavera é quente e ventoso.  no Verão, a cidade não sofre de calor abrasador, e os invernos são relativamente suaves. Guizhou tem abundante chuva como a maioria das regiões têm uma precipitação de cerca de 1.100 a 1.300 milímetros. Horas médias de sol total entre 1.200 e 1.600 com uma temperatura anual de 14 a 18 C.

### Recursos Naturais
Guizhou é uma província com abundantes recursos. Seu poder depende principalmente de minas de água e carvão. Existem 984 rios com mais de 10 quilômetros ou com uma área de drenagem maior que 20 quilômetros quadrados. As reservas de carvão da província são mais de 50 bilhões de toneladas. É uma província chave para o projeto de "transmissão de eletricidade oeste-leste" da nação. Recursos de minas de carvão em Guizhou são comparativamente concentrados. Existem 128 tipos de minerais e minerais de subclasse, 76 dos quais têm volumes de reserva medidos. Todos os recursos na província gozam de convenientes condições de exploração.

### Natureza
A província possui mais de 3.800 espécies de flora selvagem e cerca de 1.000 espécies de fauna selvagem. É um centro importante para a flora e a fauna na nação e uma das quatro regiões de produção da medicina herbal chinesa da nação.

## Subdivisões
Na província de Guizhou existem:
- 9 nível prefeitural:
  - 4 Cidades Administrativas
  - 2 prefeituras
  - 3 prefeituras autónomas
- 88 nível distrital
  - 9 comarcas com nível distrital
  - 56 cidades com nível distrital
  - 11 comarcas
  - 10 distritos
  - 2 distritos especiais